# 摩洛哥国家铁路
摩洛哥國家鐵路公司（法語：Office National des Chemins de Fer，簡稱ONCF; 阿拉伯语：‎ ）是摩洛哥的國家鐵路運營商。ONCF是一家國有公司，隸屬於摩洛哥設備、運輸和物流部，負責摩洛哥全國鐵路網上的所有客運和貨運。該公司還負責建設和維護鐵路基礎設施。

## 服務
ONCF擁有約7,845名員工，擁有3,600公里的網絡，其中1,300公里為電氣化里程（2015年）。
2018年11月15日，卡薩布蘭卡－丹吉爾高速鐵路開通營運。

### 主要車站

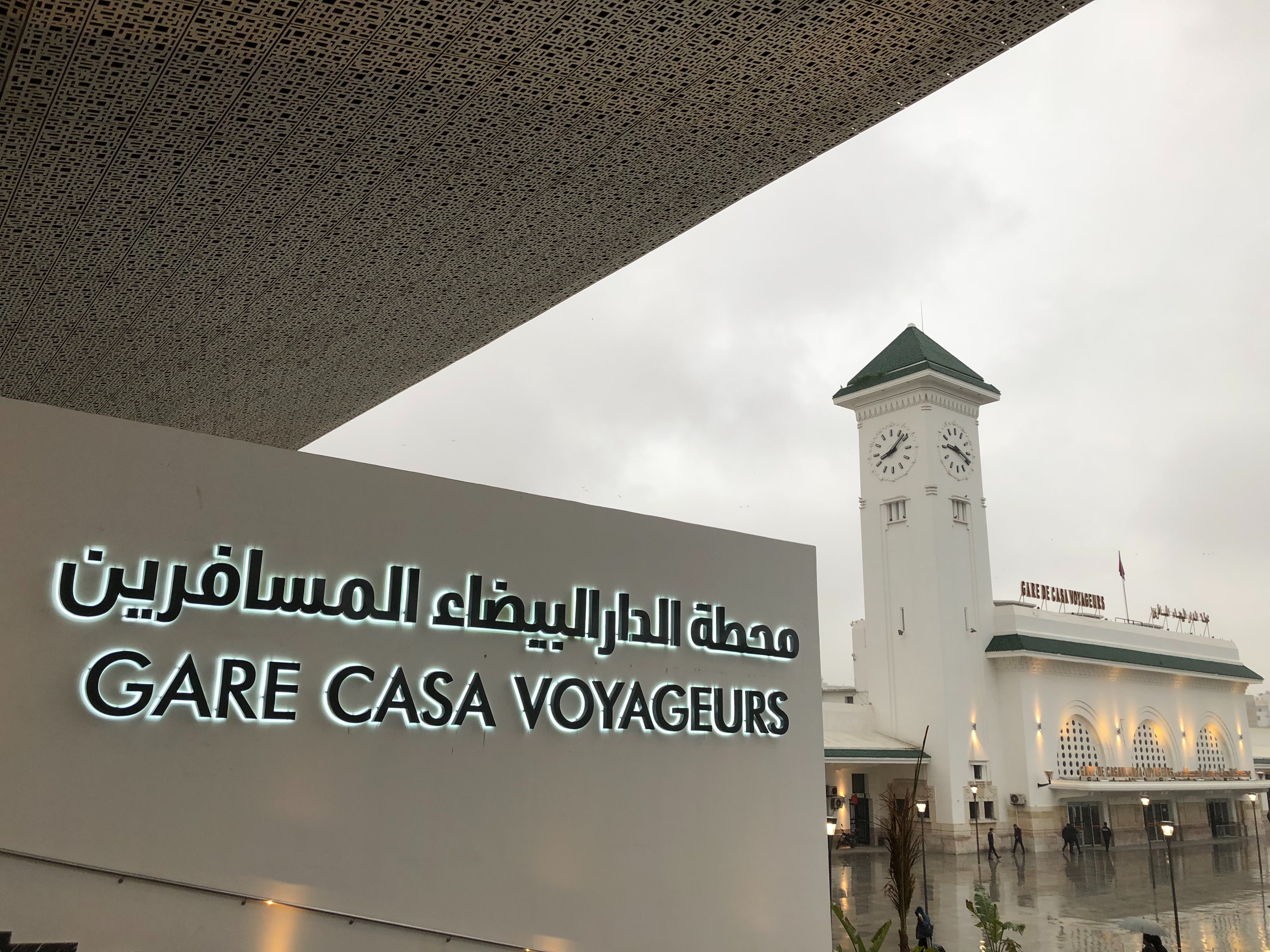
卡薩-旅客車站
拉巴特-阿格達爾車站
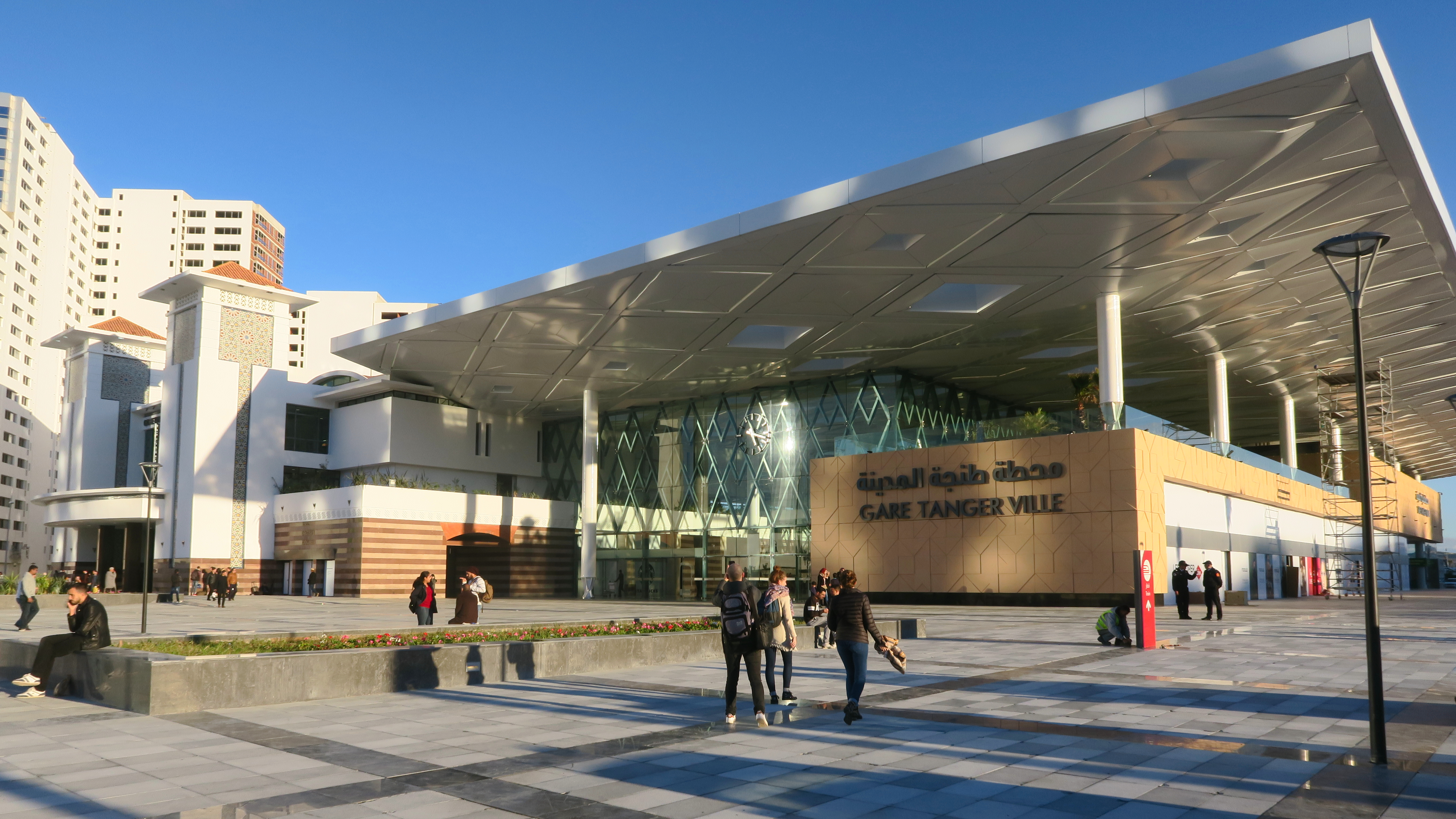
丹吉爾-城市鐵路總站

## 外部連結
- Official website